# Tingsiqiao (köpinghuvudort i Kina, Hubei Sheng, lat 29,82, long 114,17)
Tingsiqiao är en köpinghuvudort i Kina. Den ligger i provinsen Hubei, i den centrala delen av landet, omkring 86 kilometer söder om provinshuvudstaden Wuhan. Antalet invånare är 22 368. Befolkningen består av 10 932 kvinnor och 11 436 män. Barn under 15 år utgör 19,0 %, vuxna 15-64 år 69 %, och äldre över 65 år 11,0 %.
Runt Tingsiqiao är det ganska tätbefolkat, med 248 invånare per kvadratkilometer. Närmaste större samhälle är Xianning, 8,8 km nordost om Tingsiqiao. I omgivningarna runt Tingsiqiao växer i huvudsak blandskog.
Genomsnittlig årsnederbörd är 1 972 millimeter. Den regnigaste månaden är maj, med i genomsnitt 280 mm nederbörd, och den torraste är januari, med 51 mm nederbörd.